# Nation crie de Samson
La Nation crie de Samson, (en cri : ᓃᐱᓰᐦᑯᐹᕽ, nîpisîhkopâhk) également connue sous le nom de Première Nation de Samson, est l'une des quatre bandes indiennes de la région de Maskwacis, en Alberta, au Canada.
En novembre 2023, la population de la Première Nation est de 9 529 personnes, dont 2 381 vivent hors réserve.

## Réserves
Trois réserves indiennes sont gouvernées par la bande, soit Samson 137, la principale, Samson 137A et Pigeon Lake 138A. Cette dernière est gouvernée conjointement et partagée entre la Première Nation de Louis Bull, la Première Nation de Montana et la Nation crie d'Ermineskin.